# Yumalia

Situación de Al Jumaliyah en Catar.

Yumailia (en árabe: بلدية الجميلية bilādiyah āl-Jumayliyah) era uno de los diez municipios en los que se encontraba subdividido territorialmente el Estado de Catar antes del 2004. 

## Geografía y demografía
La superficie de Al Jumaliyah abarcaba una extensión de 2611 kilómetros cuadrados del país. Se ubica geográficamente entre las siguientes coordenadas: 25°37′11″N 51°05′24″E / 25.61972, 51.09000
Su población se componía de unos 13,085 personas (cifras del censo del año 2004). La densidad poblacional de esta división administrativa era de 2 habitantes por cada kilómetro cuadrado aproximadamente.
- Datos: Q1147593